# Eudesmia trisigna
Eudesmia trisigna är en fjärilsart som beskrevs av Walker 1854. Eudesmia trisigna ingår i släktet Eudesmia och familjen björnspinnare. Inga underarter finns listade i Catalogue of Life.